# (12) Виктория
(12) Викто́рия (лат. Victoria) — астероид главного пояса, который принадлежит к светлому спектральному классу L. Он был открыт 13 сентября 1850 года английским астрономом Джоном Хиндом в обсерватории Бишопа, Великобритания и назван в честь древнеримской богини победы Виктории.

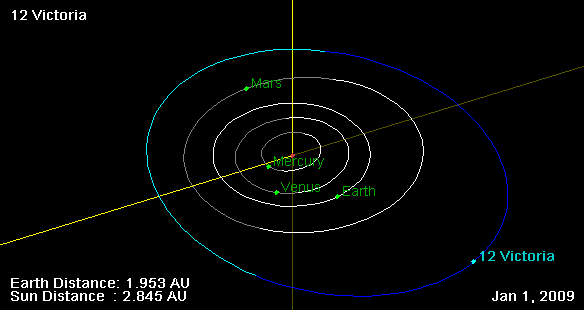
Орбита астероида Виктория и его положение в Солнечной системе

Совпадение с именем королевы Великобритании вызвало споры, так как некоторые астрономы возражали против использования имён правящих сюзеренов. Бенджамин Гоулд (Benjamin Apthorp Gould), редактор «Астрономического журнала», предложил заменить имя на Клио (в настоящее время используются для астероида № 84). Однако, Вильям Бонд (William Cranch Bond), директор Гарвардской обсерватории настаивал на сохранении имени Виктория, так как мифологическое условие имени было выполнено. В итоге мнение Бонда возобладало, и было принято большинством астрономов мира.
Радиолокационные и спекл-интерферометрические наблюдения показали довольно вытянутую форму астероида, что также может свидетельствовать о двойственной природе объекта.
11 февраля 2017 года астероид Виктория был сфотографирован камерой MapCam зонда OSIRIS-REx.